# Daemonorops unijuga
Daemonorops unijuga är en enhjärtbladig växtart som beskrevs av John Dransfield. Daemonorops unijuga ingår i släktet Daemonorops och familjen Arecaceae. Inga underarter finns listade i Catalogue of Life.